# Лукијан
Лукијан из Самосате (грч. Λουκιανος ο Σαμοσατευς, око125 – иза 180) био је асирски реторичар и писац сатире. Писао је на старогрчком језику.

## Биографија
Лукијан је рођен у Самосати (данас, у Турској) око 125. године. Живео је у време када су Римским царством владали Антонин, Марко Аурелије и Комод. Умро је око 180. године, вероватно у Атини.

## Дела
Лукијан је познат по свом изузетно великом опусу. Његова најпознатија дела су: Права историја, Дијалози мртвих, Дијалози богова, Дијалози куртизана, Александар лажни пророк, Продаја вере, Филопсеуд (укључујући дело Чаробњаков шегрт) итд.
У своја два дела, Де морте Перегрини и Алекандар лажни пророк, исмевао је хришћане. Према његовим речима, хришћани су чудна секта: са презиром се односе према смрти, не маре за материјална добра, жртвују се за своју заједницу, а сваки преварант то може да искористи. Ругао се хришћанском братству, али није имао дубље знање о хришћанској вери, нити о унутрашњем уређењу хришћанске заједнице.
Лукијан је познат као Волтер из доба антике. Он је зачетник појма „морософис“ (грч. μοροσοφοι) што значи „будаласти мудраци“ или „мудре будале“, што је супротно од појма „философи“ (грч. φιλοσοφοι) што значи „пријатељи мудрости“.